# پورت واشینگتن (نیویورک)
پورت واشینگتن، نیویورک (به انگلیسی: Port Washington, New York) یک شهرک در ایالات متحده آمریکا است که در شهرستان ناسا (Nassau)، نیویورک واقع شده‌است.
شبه جزیره پورت واشینگتن در ساحل شمالی لانگ ایلند (Long Island) قرار دارد.
گریت نک (Great Neck) در غرب پورت واشینگتن و مانهست (Manhasset) در جنوب پورت واشینگتن است. رازلین (Roslyn) در جنوب شرقی پورت واشینگتن است. این شهرها از لحاظ جمعیت، ثروت، و سیاست مثل پورت واشینگتن هستند.
پورت واشینگتن ۳۴۸مین شهر ثروتمند آمریکا است. قیمت متوسط فروش خانه در پورت واشینگتن ۱٬۱۹۱٬۸۶۵ دلار است. پورت واشینگتن خیلی نزدیک به منهتن (Manhattan) است. سفر با ماشین از پورت واشینگتن به منهتن ۳۰ دقیقه بیشتر طول نمی‌کشد.
داستان کتاب معروف گریت گتسبی (Great Gatsby) در شهرهای پورت واشینگتن و گریت نک اتفاق افتاده است.

## اموزش مدرسه‌ها
پورت واشینگتن یک دبیرستان به اسم پل دی شریبر (Paul D. Schreiber) و پنج دبستان دارد.

## حمل و نقل
پورت واشینگتن یک ایستگاه قطار دارد. قطار از پورت واشینگتن به منهتن در ظرف ۴۰ دقیقه می‌رسد. ببیشتر مردم پورت واشینگتن با ماشین رفت‌وآمد می‌کنند.

## زبان
زبان رسمی پورت واشینگتن انگلیسی است.

## غذا و رستوران
پورت واشینگتن پیتزا فروشی‌های زیادی دارد. پورت واشینگتن معروف به بیگل (bagel)های خوب است. رستوران معروف به اسم لویس (Louie's) که در ساحل واقع است در شهر پورت واشینگتن قرار دارد. مردم از سراسر نیویورک به پورت واشینگتن می‌آیند که در لویس غذا بخورند.

## تفریح
پورت واشینگتن دارای چندین پارک است. یک استخر عمومی در یکی از این پارک‌ها وجود دارد.

## خصوصیات
پورت واشینگتن ۱۴٫۶ کیلومترمربع مساحت و ۱۵٬۸۴۶ نفر جمعیت دارد و ۳۰ متر بالاتر از سطح دریا واقع شده‌است.

## نگارخانه

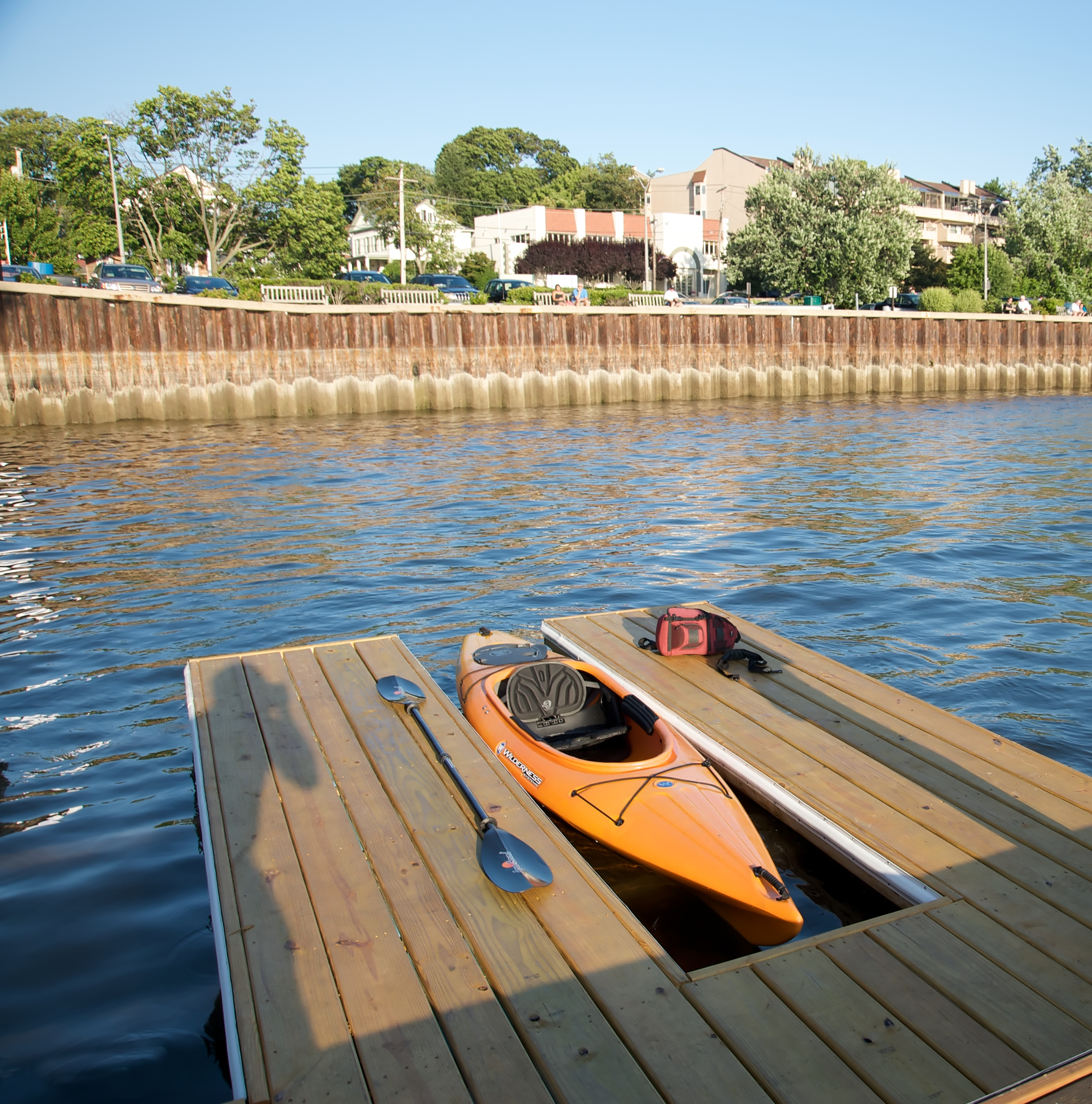
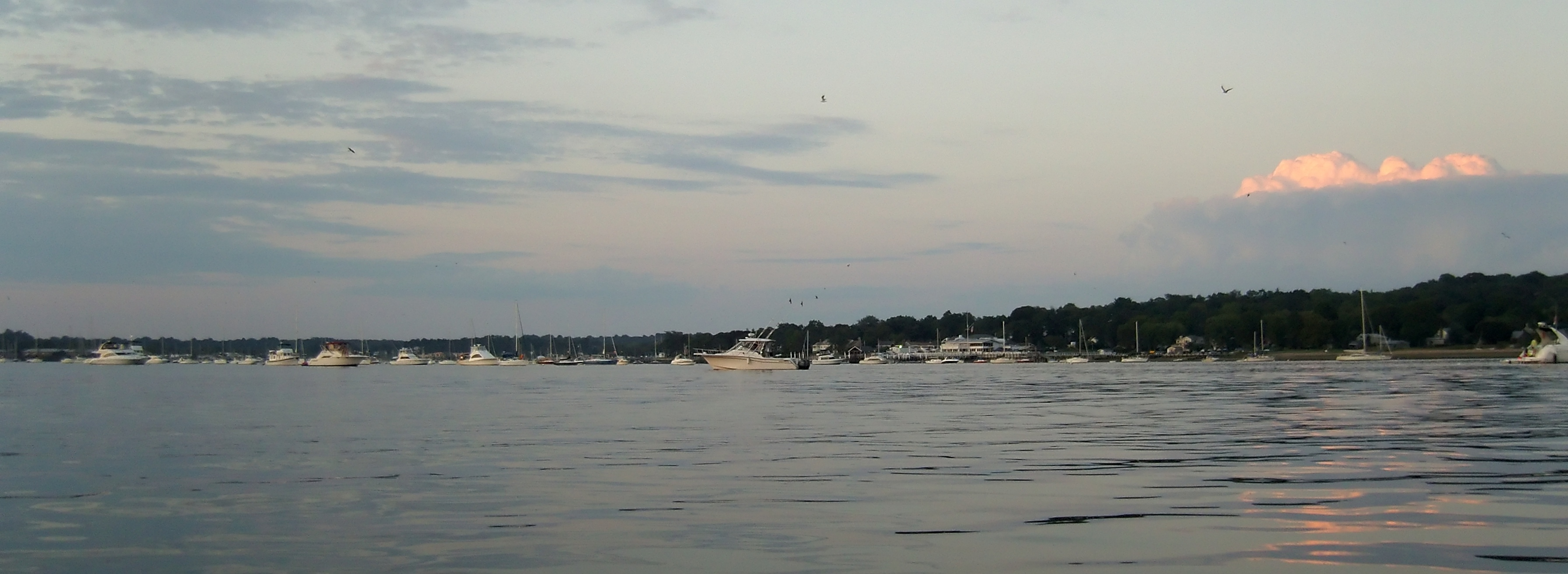
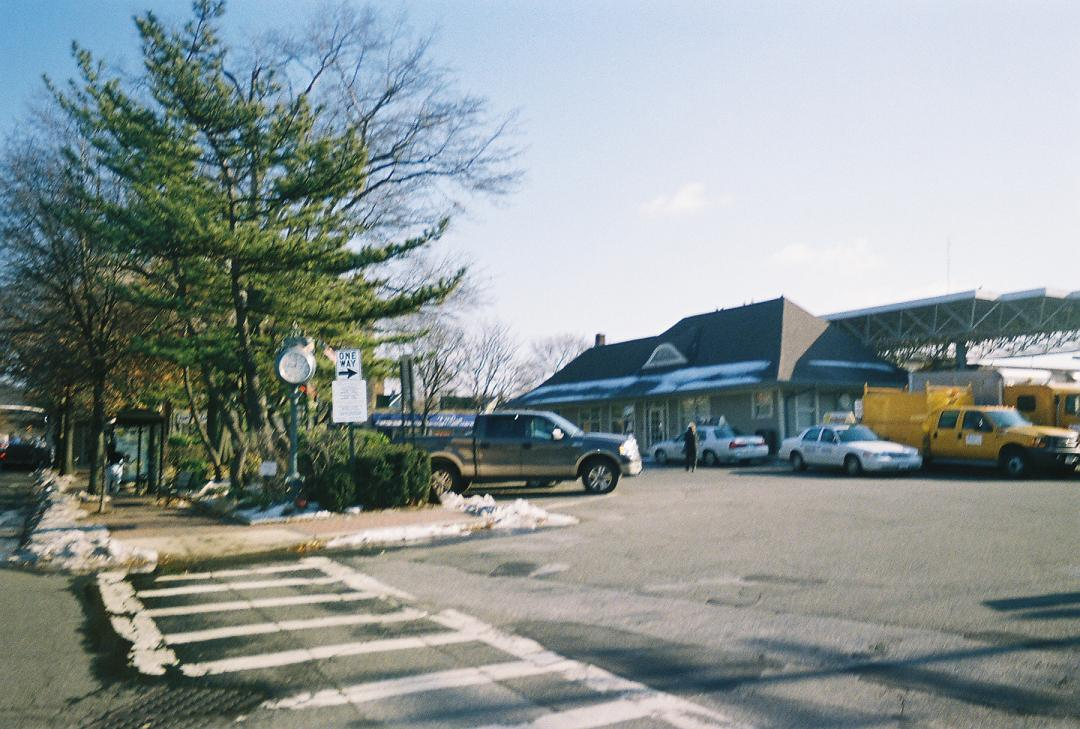